# Journal of Animal Science
«Journal of Animal Science» — попередньо рецензований науковий журнал, де публікуються результати зоологічних досліджень різних напрямків. Видається American Society of Animal Science. Журнал засновано у 1910 році.